# Phytocoris intermontanus
Phytocoris intermontanus är en insektsart som beskrevs av Stonedahl 1988. Phytocoris intermontanus ingår i släktet Phytocoris och familjen ängsskinnbaggar. Inga underarter finns listade i Catalogue of Life.